# Avenida Eva Perón (Buenos Aires)
La avenida Eva Perón es una importante arteria vial del sur de la Ciudad de Buenos Aires, Argentina.

## Características
Es una importante entrada y salida de caudal automovilístico, hacia y desde la Ciudad de Buenos Aires al populoso partido de La Matanza en la provincia de Buenos Aires.
Al cruzar la Avenida General Paz, prosigue dentro del Partido de La Matanza con el nombre de Avenida Int. Crovara, que cruza la localidad de La Tablada y finalmente accede a la Ruta Provincial 4.
Bajo el tramo nordeste de la avenida, corre la Línea E del subte porteño, y en la intersección con la Avenida Lafuente se encuentra la Plaza de los Virreyes, terminal de la línea E, y donde se puede efectuar la combinación con el Premetro E2 que continúa dicho subterráneo.
En su paso por el barrio de Mataderos y entre las calles Murguiondo y Avenida Lisandro de la Torre, se encuentra el extremo sur del Mercado de Hacienda de Buenos Aires, también conocido como Mercado de Liniers.

## Recorrido
La avenida nace a partir de la Avenida Directorio en el barrio de Parque Chacabuco. Tiene recorrido este - oeste, originalmente tenía tránsito de doble mano en toda su traza, pero a partir de agosto de 2023 empezó a tener mano única en su primera cuadra (entre Calle Del Barco Centenera y Cachimayo), en el resto de su recorrido todavía tiene doble mano.
2 cuadras después del inicio de su recorrido, a partir de la intersección con la calle Emilio Mitre, bordea el Parque Chacabuco hasta la avenida Curapaligüe, a la altura de la calle Davila pasa por arriba la Autopista 25 de Mayo, que se vuelve a cruzar con la avenida en la Plaza Tupac Amarú (ex Plaza de los Virreyes).
Al cruzar la avenida Carabobo, ingresa al barrio de Flores, en el cruce con la Avenida Varela, la avenida Eva Perón se ensancha y va cuesta abajo por un par de cuadras.
En la intersección con la Avenida Lafuente, se encuentra la estación Plaza de los Virreyes, terminal de la Línea E del Subte de Buenos Aires, donde se realiza combinación con el Premetro. Antes de la construcción de la Autopista 25 de Mayo inaugurada en 1980, en esta plaza comenzaba la autopista al Aeropuerto de Ezeiza.
Al cruzar la calle Portela, ingresa al barrio de Parque Avellaneda, en el cruce con las avenidas Lacarra y Derqui, por abajo pasa la autopista Perito Moreno.
Al cruzar Avenida Escalada, forma parte del límite de los barrios de Mataderos y Villa Lugano.
Antes de finalizar en la Avenida General Paz, se encuentra a pocos metros de las instalaciones del Club Atlético Nueva Chicago.

## Historia
En el siglo XIX, se la denominaba Camino de Campana, nombre dado por la chacra ubicada al suroeste del Parque Avellaneda, que era propiedad de Francisco Álvarez Campana, reconocido mercader gaditano de la Buenos Aires colonial, quien también dio nombre al partido y ciudad homónimas.  Era una ancha huella de tierra usada para dirigirse rumbo al oeste, atravesando el antiguo partido de Flores, para llegar al entonces pueblo de San Justo.
En 1904 se le cambió el nombre a Campana, en 1926 una ordenanza le cambió el nombre a Doctor Norberto Quirno Costa, en 1942 otra ordenanza le impuso el nombre Del Trabajo y finalmente en 1991 se adoptó el nombre actual.

## Imágenes

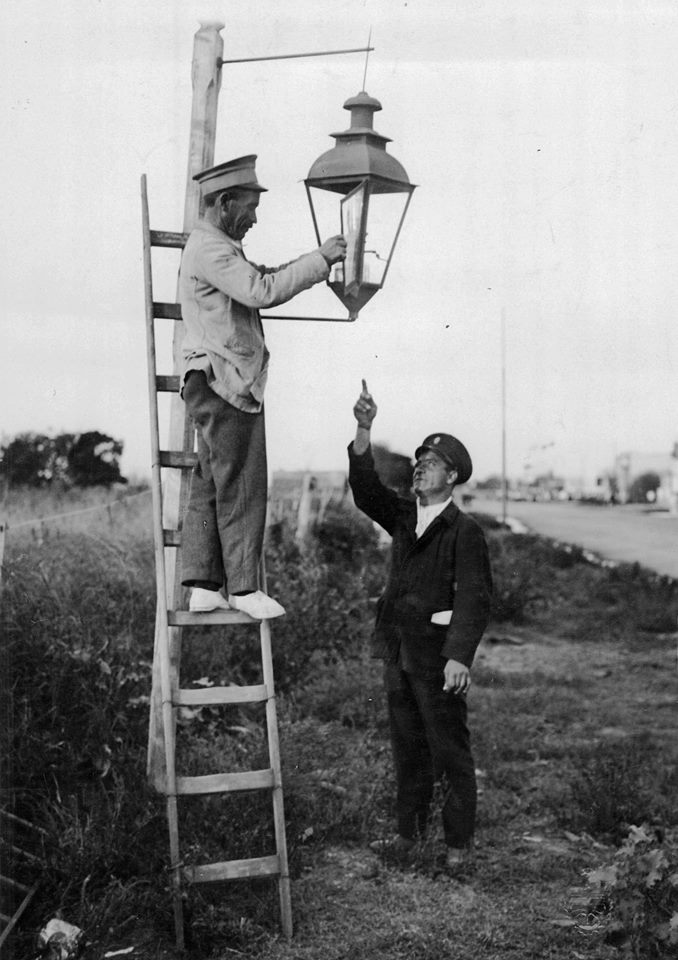
Último farol a gas porteño, en Av. Del Trabajo y Escalada, año 1931. (AGN)
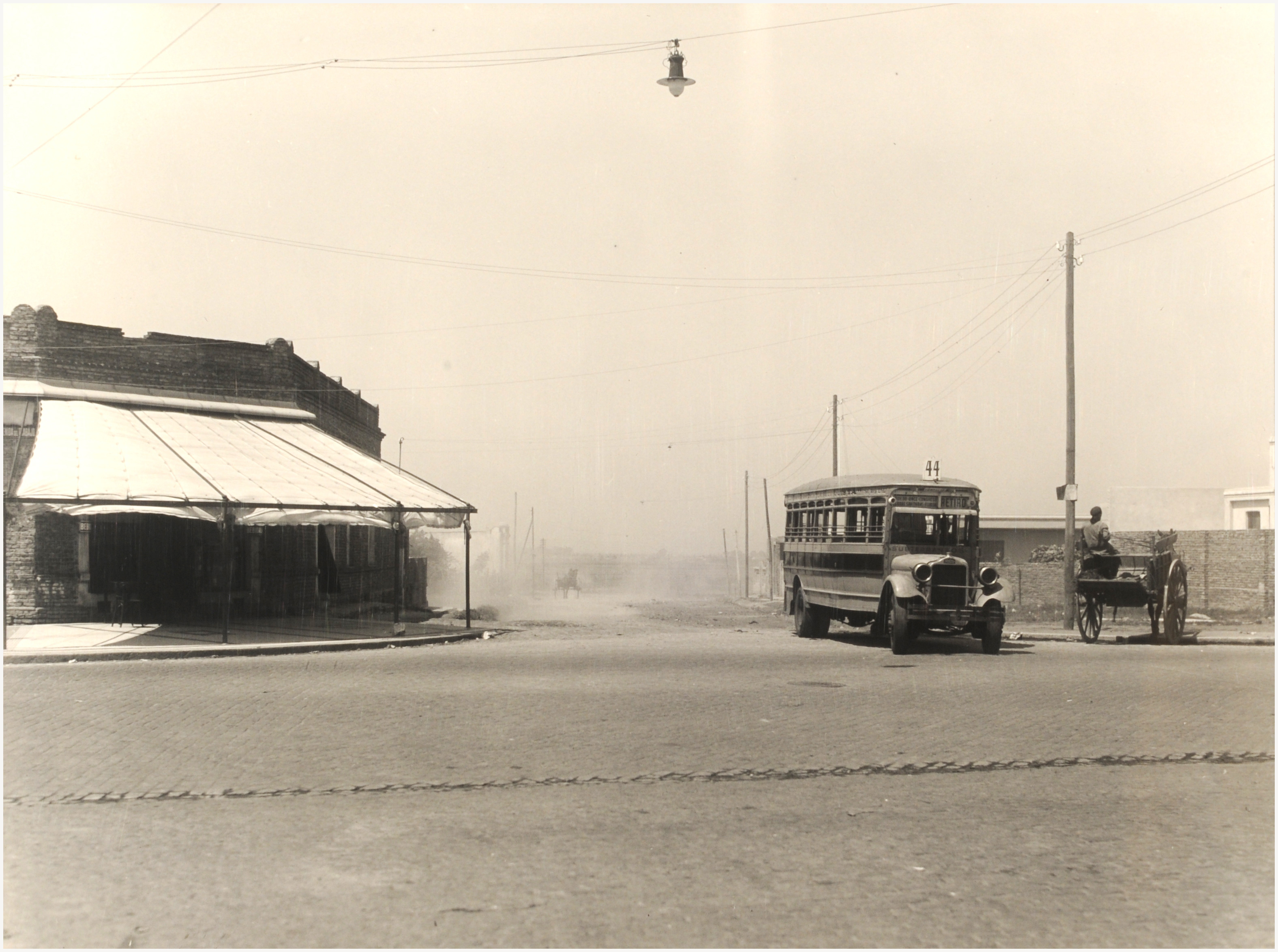
Av. Del Trabajo y Laguna, Parque Avellaneda, en 1936. Fotografía de Horacio Coppola.